# Лодине
Лодине (итал. Lodine) је насеље у Италији у округу Нуоро, региону Сардинија.
Према процени из 2011. у насељу је живело 349 становника. Насеље се налази на надморској висини од 873 м.

## Становништво
Према резултатима пописа становништва 2011. у општини је живело 358 становника.
| 1936. | 1951. | 1961. | 1971. | 1981. | 1991. | 2001. | 2011. |
| ----- | ----- | ----- | ----- | ----- | ----- | ----- | ----- |
| 245   | 318   | 415   | 377   | 379   | 352   | 408   | 358   |